# 2006年亞洲運動會健美比賽
2006年多哈亞運的健美比賽會於2006年12月8日及12月9日內進行，只設男子運動員參與，兩天共會頒發8面金牌。

## 男子

### 60公斤級
| 金牌：      | 銀牌：    | 銅牌：        |
| 中国 钱吉成 | 越南 文拿 | 新加坡 伊巴斯 |

### 65公斤級
| 金牌：                 | 銀牌：          | 銅牌：      |
| 阿联酋 阿卜杜拉·扎哈米 | 马来西亚 沙特利 | 澳門 鍾家立 |

### 70公斤級
| 金牌：        | 銀牌：      | 銅牌：              |
| 新加坡 鄭羚富 | 巴林 氾西蘭 | 印度尼西亞 沙艾朗寧 |

### 75公斤級
| 金牌：      | 銀牌：        | 銅牌：        |
| 香港 陳潤韜 | 日本 谷野義弘 | 新加坡 艾斯美 |

### 80公斤級
| 金牌：    | 銀牌：      | 銅牌： |
| 泰國 沙卓 | 巴林 拿斯拿 | 李迪盛 |

### 90公斤級
| 金牌：   | 銀牌：    | 銅牌： |
| 艾迪沙巴 | 巴林 赫德 | 金月容 |

### 90公斤級以上
| 金牌：               | 銀牌：          | 銅牌：        |
| 巴林 賈法爾·穆罕默德 | 賈西姆·穆罕默德 | 约旦 艾哈邁德 |